# Haploperla brevis
Haploperla brevis är en bäcksländeart som först beskrevs av Banks 1895.  Haploperla brevis ingår i släktet Haploperla och familjen blekbäcksländor. Inga underarter finns listade i Catalogue of Life.